# The People vs. George Lucas
The People vs. George Lucas è un film documentario direct-to-video del 2010 diretto da Alexandre O. Philippe che esplora il fanatismo verso la saga di Guerre stellari e il suo creatore, George Lucas, non risparmiando critiche, sarcasmo e una dose di umorismo.
Il film pone la questione del fatto se il franchise di Guerre stellari debba essere considerato solo una creazione artistica personale di Lucas, oppure un fenomeno culturale di più ampia portata che ormai appartiene al pubblico e non solo al suo creatore.
È uscito in DVD il 25 ottobre 2011.
Un seguito, intitolato The People vs. George Lucas - Episode II, è in fase di sviluppo.

## Trama
Il film inizia con un breve riassunto della carriera di Lucas fino all'uscita di Guerre stellari nel 1977. Il resto del documentario è costituito da interviste a svariate categorie di fan, accademici, critici cinematografici, ex collaboratori e colleghi di George Lucas, noti scrittori del genere fantascienza/fantasy, ed altri. Nel corso del film viene mostrata la complessa relazione esistente tra Lucas e il suo pubblico, e si cerca di capire quali siano gli elementi della saga di Guerre stellari che hanno attratto così tante persone nel corso degli anni.
Philippe ritiene che il pubblico meriti la pubblicazione delle versioni originali della trilogia classica (Guerre stellari, L'Impero colpisce ancora, e Il ritorno dello Jedi) e di quella prequel in versione completamente rimasterizzata e in formati ad alta qualità (DVD, Blu-ray, ecc...) senza le modifiche posteriori apportate da Lucas che tante polemiche crearono tra i vecchi fan della serie (vedi "Han shot first"). Infine, Philippe afferma inoltre di essere a conoscenza del fatto che Lucas non ha mai visto il suo documentario.
Philippe ha dichiarato che, a sua conoscenza, Lucas non aveva mai visto il documentario, ma che gli sarebbe piaciuto tenere una proiezione privata allo Skywalker Ranch.

## Produzione
Il regista Alexandre Philippe, grande fan di Star Wars sin dall'infanzia, dichiarò che il documentario non doveva essere inteso come un attacco unilaterale a Lucas, anche se il titolo dello stesso poteva dare adito a tale interpretazione. Egli invece voleva esplorare in che misura il marchio di Guerre stellari fosse controllato da Lucas, e quindi una sua creatura sulla quale debba avere piena facoltà di modifica a suo piacimento, in contrapposizione al fatto che Guerre stellari sia talmente penetrato nella coscienza collettiva da essere diventato qualcosa di "moralmente" detenuto dal pubblico, e quindi patrimonio culturale di tutti. Philippe ritiene Lucas un regista di relativo talento ma soprattutto un "creativo" dal quale sono scaturiti Guere stellari, L'uomo che fuggì dal futuro e American Graffiti. Tuttavia, Philippe critica aspramente le modifiche apportate da Lucas ai film della trilogia classica di Guerre stellari in occasione delle "edizioni speciali" di fine anni novanta, e parimenti giudica di qualità molto inferiore i film della nuova trilogia, i cosiddetti "prequels", diretti da George Lucas dal 1999 al 2005.
Il film combina interviste a registi e celebrità varie insieme a quelle di semplici appassionati della serie. Alcuni degli intervistati includono: Neil Gaiman, MC Frontalot e Gary Kurtz. Lucas stesso appare frequentemente attraverso filmati di repertorio ma non viene mai intervistato di persona e non partecipò in alcun modo al documentario.
Il documentario è dedicato a Jason Nicholl, un blogger del sito nukethefridge.com, morto poco tempo prima dell'uscita del film.

## Distribuzione
The People vs. George Lucas è stato presentato al festival South by Southwest il 14 marzo 2010, per poi essere pubblicato in direct-to-video in formato DVD il 25 ottobre 2011 nei Paesi di lingua anglosassone.

## Accoglienza
Su Rotten Tomatoes, agreggatore di recensioni, il film ha una valutazione del 72%, sulla base di 25 recensioni, con una valutazione media di 6,7/10. Su Metacritic il film ha un punteggio di 55 su 100, basato su 7 critiche, indicando "recensioni contrastanti o nella media".
Kyle Smith del New York Post recensì favorevolmente il documentario assegnandogli un giudizio di tre stelle su quattro. Il critico Josh Bell di AMC ha scritto: "People è uno sguardo abilmente modificato e ad ampio raggio su un argomento che è molto vicino al cuore di molti fan del cinema, parte di un dibattito in corso che guadagnerà solo maggiore attenzione mentre Lucas continua ad armeggiare con le sue creazioni".
Il critico indipendente Christian Toto di lodò la pellicola e concluse la sua recensione con le parole "la Forza è potente in questo film". Bryan Young del Salt Lake City Weekly giudicò invece negativamente il film, definendolo "un attacco unilaterale senza possibilità di replica".
Elise Nakhnikian di Slant Magazine giudicò il film "uno dei migliori documentari dell'anno", definendolo "intelligente, divertente, e spesso appassionato".
Il 16 settembre 2011, in coincidenza con l'uscita di Guerre stellari su Blu-ray, Philippe è apparso nella diciassettesima puntata del programma Half in the Bag della RedLetterMedia, andata in onda il 16 settembre 2011. Nella puntata, Philippe viene intervistato da Mike Stoklasa e Jay Bauman sul film e discute i suoi pensieri personali su Lucas e il franchise. La puntata si conclude con uno sketch nel quale George Lucas (interpretato da Rich Evans) irrompe in studio per assassinare Philippe e Stoklasa accendendo una miccia a una copia di Howard e il destino del mondo pronta per esplodere, ma Philippe riesce a disinnescare la bomba.
Il 2 febbraio 2017, Mark Hamill ha dichiarato durante un'intervista che ritiene che il documentario sia prevenuto nei confronti di Lucas e dei prequel e che non poteva credere al contraccolpo che hanno ricevuto.

## Sequel
Nel giugno 2014 è stato annunciato un sequel, The People vs. George Lucas - Episode II, attualmente in fase di sviluppo. Il film prenderà in esame ciò che pensano i fan del franchise di Guerre stellari da quando George Lucas ha venduto la Lucasfilm alla Disney, ponendo la domanda: "Quale sarà il futuro di Guerre stellari senza George Lucas?" L'uscita del sequel era prevista per il 2015.